# عبد الكاظم (كرخة)
عبد الكاظم (بالفارسية: عبدالکاظم) هي قرية تقع في إيران في قسم كرخة الريفي. يقدر عدد سكانها بـ 64 نسمة بحسب إحصاء 2016.